# سفارة جيبوتي في مصر
سفارة جيبوتي لدى مصر هي الممثلية الدبلوماسية العليا لدولة جيبوتي لدى جمهورية مصر العربية. فيلا رقم 15 – شارع دكتور محمد عبده السعيد – المتفرع من شارع النهضة – الدقى – الجيزة.، 

## السفارة
فيلا رقم 15 – شارع دكتور محمد عبده السعيد – المتفرع من شارع النهضة – الدقى – الجيزة·

## اقرأ أيضا
- قائمة البعثات الديبلوماسية في مصر
- وزارة الخارجية المصرية
- قائمة رحلات عبد الفتاح السيسي الخارجية في الفترة الرئاسية الأولى
- قائمة رحلات عبد الفتاح السيسي الخارجية في الفترة الرئاسية الثانية
- قائمة رحلات عدلي منصور الرئاسية الخارجية